# Gilbert Verstraelen
Gilbert Verstraelen (1 september 1957) is een Belgisch politicus voor Vooruit. 

## Biografie
Verstraelen werkte sinds 1978  bij de Rijksdienst voor Arbeidsvoorziening in Antwerpen. In 1981 werd hij daar inspecteur tot zijn pensioen op 1 oktober 2019. Hij was tot midden 2020 voorzitter van het Vredescentrum van de Stad en de Provincie Antwerpen, waarna de werking van dit centrum geïntegreerd werd in de stad Antwerpen. Hij is voorzitter van de vzw Lokaal Cultuurbeleid Merksem, Klimop RT Merksem, het 'Bescherm- en Actiecomité Fort van Merksem' en Curieus Merksem. Ondervoorzitter van de vriendenkring De Mick, afdeling Merksem-Deurne. Ere-voorzitter van o.a. duikclub Diothron, Folklorevereniging Den Deugeniet, Vrovam Jeugdvrienden en de Merksemse afdeling van De Natuurvrienden. Hij  is partijbestuurslid van sp.a Merksem en sp.a Antwerpen. 
Hij deed zijn intrede in de politiek als districtsraadslid te Merksem in oktober 1983 bij de oprichting van de districtsraden. Vijf jaar later, in 1988, werd hij verkozen in de Antwerpse gemeenteraad. In april 1994 werd hij voor de laatste 8 maanden van die legislatuur in opvolging van Jan Claes schepen voor sport, jeugd, toerisme, volksgezondheid, informatie en feestelijkheden.  Na de lokale verkiezingen van 1994 werd hij in 1995 opnieuw aangesteld als schepen in Antwerpen, ditmaal voor onderwijs en sport. Een mandaat dat hij zou bekleden tot aan de gemeenteraadsverkiezingen van 2000.
Na de lokale verkiezingen van 2006 werd hij districtsburgemeester van het district Merksem. Een mandaat dat hij zou vervullen tot de gemeenteraadsverkiezingen van 2012. Na deze verkiezingen werd hij eerste districtsschepen, bevoegd voor cultuur, groen, milieu, feestelijkheden en protocol. Na de verkiezingen van 2018 is daar in 2019 ook de bevoegdheid Buurtinitiatieven bij gekomen.
In 2022 nam hij afscheid van de politiek. Hij werd in zijn schepenambt opgevolgd door Dominique Kums.